# Honma Kazuo
Honma Kazuo (本間和生; Hepburn: Kazuo Honma; Jokohama, 1980. március 17. –) japán labdarúgó, a magyar élvonal első japán játékosa.

## Pályafutása

### Profi pályafutásának kezdeti évei
1998-ban kezdte profi labdarúgó pályafutását a japán Kosigaja csapatában. Az ekkor 18 éves játékos egy év múlva távozott a csapatból, és egy újabb hazai gárdát, a Thespa Kuszacut választotta. A másodosztályú csapatnál is csak egy évig maradt, hiszen Európából kapott szerződést, a szerb másodosztályból a FK Mačva Šabac hívta. A szerbeknél 2 évig maradt, ezután igazolt Magyarországra, az akkor másodosztályú Tisza Volán csapatához. A másodosztályban 12 mérkőzésen 9 gólt szerzett, ezzel felhívta magára az első osztályban szereplő Lombard–Pápa figyelmét. Pápán nem ment neki a játék, 28 mérkőzésen mindössze 4 gólt jegyzett. A Lombard–Pápa kiesett ugyan 2007-ben, de Honma maradt az első osztályban, majd a Diósgyőri VTK igazolta le.

### Diósgyőr
2008 januárjában érkezett Diósgyőrbe, és többnyire rendszeres játéklehetőséget kapott az edzőktől. A 2007-2008-as szezonban középen szerepelt csatárként, de a 2008-2009-es szezonban kikerült valamelyik oldalvonal mellé, ő ezzel is magyarázza a kevesebb gólt. A japán játékos közönségkedvenc lett Miskolcon, de 2009-ben mégis távoznia kellett. A technikás játékos maradt Magyarországon, a Nyíregyháza Spartacus együttesét választotta.

## Külső hivatkozások
- hlsz.hu profil
- transfermarkt.co.uk profil
- int.soccerway.com profil